# 丹氏斑皿蛛
丹氏斑皿蛛（学名：Lepthyphantes denisi）为皿蛛科斑皿蛛属的动物。在中国大陆，分布于甘肃、青海等地。该物种的模式产地在甘肃。